# Amanda Jackson
Amanda Michelle Jackson (ur. 27 czerwca 1985 w Springfield) – amerykańska koszykarka, posiadająca także armeńskie obywatelstwo, reprezentantka tego kraju, występująca na pozycji rzucającej.

## Osiągnięcia
Stan na 2 kwietnia 2025, na podstawie, o ile nie zaznaczono inaczej.

### NCAA
- Uczestniczka turnieju NCAA (2008)
- Mistrzyni turnieju konferencji Mid-American (MAC – 2008)
- MVP turnieju konferencji MAC (2008)
- Zaliczony do I składu:
  - All-MAC (2007, 2008)
  - turnieju All-MAC (2008)
  - najlepszych zawodniczek pierwszorocznych konferencji MAC (2004)
- Liderka konferencji MAC w:
  - średniej punktów (2008 – 21,6)
  - liczbie:
    - punktów (2008 – 712 )
    - celnych:
      - (239) i oddanych (607) rzutów z gry (2008)
      - rzutów wolnych (2008 – 175)

### Drużynowe
- Zdobywczyni Superpucharu Izraela (2012/2013)[5]
- Finalistka:
  - Superpucharu Europy FIBA (2011)
  - Puchar Polski (2015)[6]
- Uczestniczka rozgrywek:
  - Euroligi (2014/2015)
  - Eurocup (2009–2012)

### Indywidualne
(* – nagrody i wyróżnienia przyznane przez portal eurobasket.com)
- MVP Superpucharu Izraela (2012/2013)[5]

### Reprezentacja
- Wicemistrzyni Europy dywizji C (2010)[7]